# Kiipsaare
De vuurtoren Kiipsaare staat op het schiereiland Harilaid in Saaremaa in het uiterste westen van Estland. De vuurtoren staat in het Nationaal Park Vilsandi.
De vuurtoren werd in 1933 gebouwd met gewapend beton. Hij had als taak om zeevaarders te waarschuwen voor de gevaren van de nabijheid van het schiereiland en behulpzaam zijn bij de navigatie. Toentertijd stond de 25 meter hoge vuurtoren ongeveer 100-150 meter inlands, maar door erosie staat hij nu enkele meters voor de kust. Als gevolg van een gebrek aan ondersteuning als ondergrond staat de vuurtoren scheef.
Terwijl in 1988 de kustlijn nog 11 meter van de vuurtoren lag, reikte de zee in het begin van de jaren 1990 tot de vuurtoren die sindsdien begon te hellen. Vanwege deze situatie werd de generator in 1992 verwijderd en bleef de vuurtoren Kiipsaare in de administratie als een dagmerk tot 2009. Sinds de jaren nul van de 20e eeuw staat hij geheel in zee, maar is hij ook minder scheef komen te staan.

## Galerij

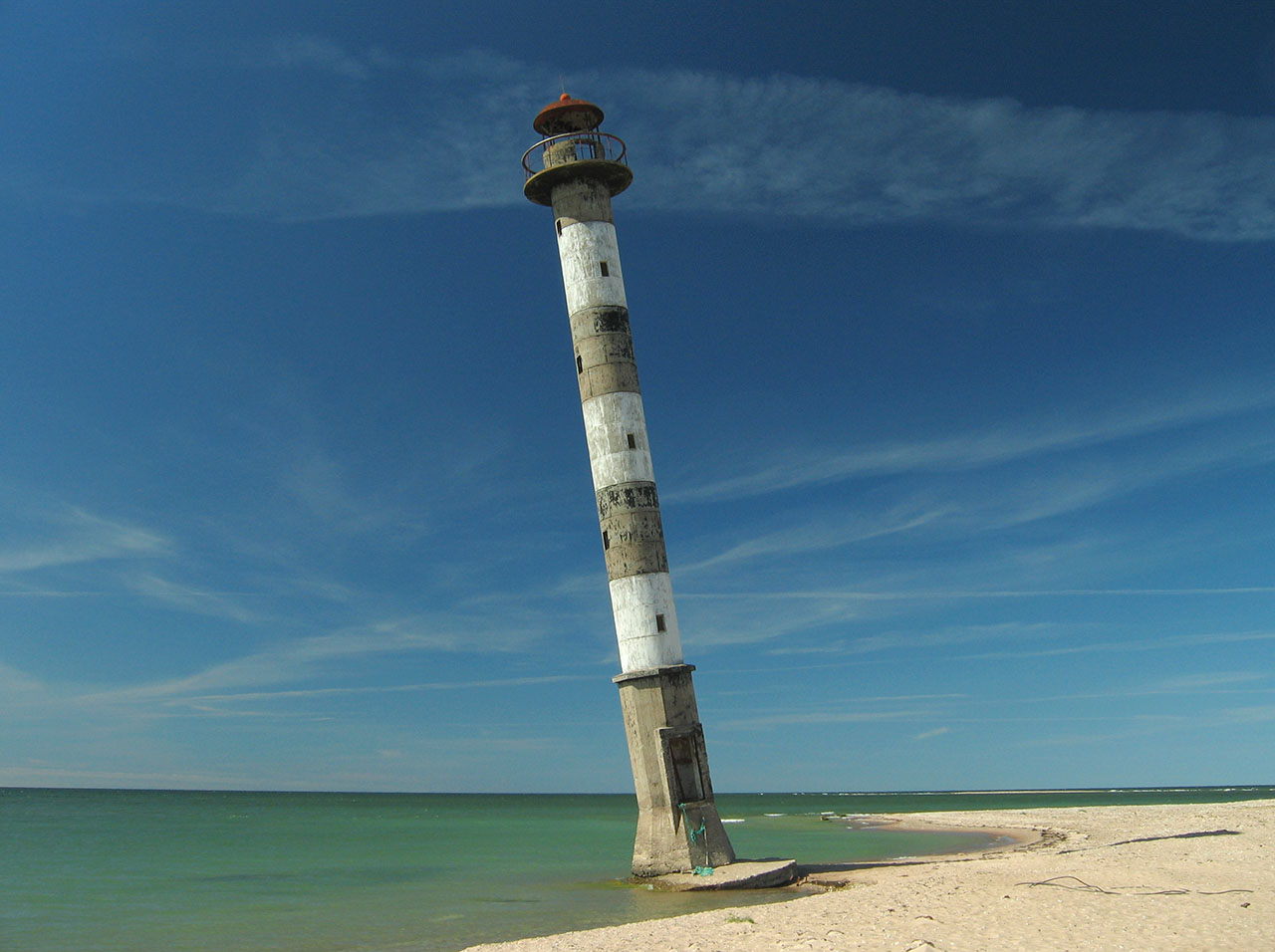
2006
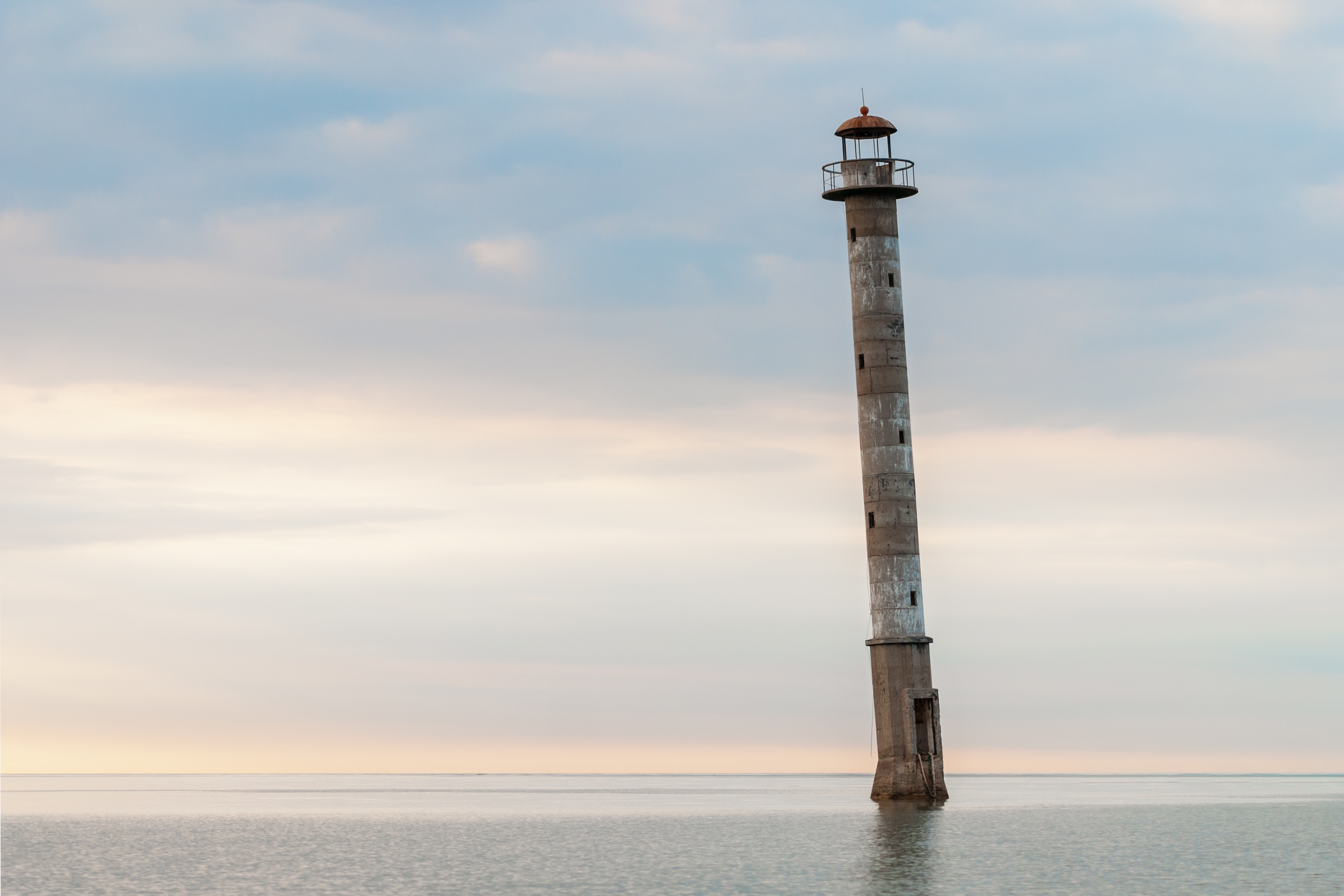
2013